# Привілля (Бахмутський район)
Приві́лля — село Соледарської міської громади Бахмутського району Донецької області в Україні.

## Історія
За даними 1859 року Привільне (Копанка, Опанасівка), панське село, над річкою Копанка, 27 господ, 337 особи.

## Населення

### Мова
Розподіл населення за рідною мовою за даними перепису 2001 року:
| Мова       | Кількість | Відсоток |
| ---------- | --------- | -------- |
| українська | 115       | 84.56%   |
| російська  | 21        | 15.44%   |
| Усього     | 136       | 100%     |